# Mati
Mati es un municipio y la cabecera de la provincia de Dávao Oriental en Filipinas. Según el censo del 2000, tiene 105,908 habitantes.

## Barangayes
Mati se subdivide administrativamente en 26 barangayes.
| - Badas - Bobon - Buso - Cabuaya - Central (Población) - Culiano - Dahican - Danao - Dawan - Don Enrique López - Don Martín Marundan - Don Salvador López, Sr. - Langka | - Lawigan - Libudon - Luban - Macambol - Mamali - Matiao - Mayo - Sainz - Sanghay - Tagabakid - Tagbinonga - Taguibo - Tamisán |

## Historia
El actual territorio de la provincia de Davo Oriental  fue parte de la provincia de Caraga durante la mayor parte del Imperio español en Asia y Oceanía (1520-1898).
A principios del siglo XX la isla de Mindanao se hallaba dividida en siete distritos o provincias.
El Distrito 4º de Dávao, llamado hasta 1858  provincia de Nueva Guipúzcoa, tenía por capital el pueblo de Dávao e incluía la  Comandancia de Mati.
Mati de 2,475 almas, situado en la hermosa bahía de Pujada, era la capital de dicha Comandancia. Sus visitas eran San Estanislao, La Concepción, La Paz, La Guía, San Alonso, El Pilar, Tamisán y Dac;
Municipio creado el año 1861, junto con Caraga, por lo que es uno de los más antiguos de esta provincia.